# Megan Gerety
Megan Gerety est une skieuse alpine américaine, née le 14 octobre 1971. Elle compte cent départs en Coupe du monde et une participation aux Jeux olympiques d'hiver.

## Palmarès

### Jeux olympiques d'hiver
Megan Gerety participe aux Jeux de Lillehammer en 1994. Elle y dispute la descente dont elle se classe 20e.
| Épreuve / Édition | Lillehammer 1994 |
| ----------------- | ---------------- |
| Descente          | 20e              |

### Championnats du monde
Megan Gerety participe à cinq éditions des championnats du monde de ski alpin entre 1993 et 2001. Elle obtient son meilleur résultat avec une 4e place dans le super-G de Sankt Anton am Arlberg en 2001.
| Épreuve / Édition | Morioka Shizukuishi 1993 | Sierra-Nevada 1996 | Sestrières 1997 | Vail-Beaver Creek 1999 | Sankt Anton 2091 |
| ----------------- | ------------------------ | ------------------ | --------------- | ---------------------- | ---------------- |
| Descente          | 18e                      | 5e                 | 25e             | 8e                     | 17e              |
| Super-G           | 24e                      | 21e                | 30e             | Abandon                | 4e               |
| Combiné           | -                        | 17e                | -               | -                      | -                |

### Coupe du monde
Au total, Megan Gerety participe à 100 courses en Coupe du monde. Elle obtient son meilleur classement général en 2001 en finissant au 33e rang, et se classe 10e du classement de la descente cette même année,.

#### Différents classements en Coupe du monde
| Saison / Épreuve | Saison / Épreuve | Général | Général | Descente | Descente | Super-G | Super-G | Combiné | Combiné |
| ---------------- | ---------------- | ------- | ------- | -------- | -------- | ------- | ------- | ------- | ------- |
| Saison / Épreuve | Saison / Épreuve | Class.  | Points  | Class.   | Points   | Class.  | Points  | Class.  | Points  |
| 1991             | 1991             | 60e     | 11      | 24e      | 11       | -       | -       | -       | -       |
| 1992             | 1992             | 94e     | 26      | 44e      | 14       | -       | -       | 24e     | 12      |
| 1993             | 1993             | 47e     | 154     | 31e      | 44       | 14e     | 110     | -       | -       |
| 1994             | 1994             | 61e     | 101     | 24e      | 72       | 36e     | 29      | -       | -       |
| 1995             | 1995             | 49e     | 136     | 19e      | 125      | 47e     | 11      | -       | -       |
| 1996             | 1996             | 55e     | 100     | 21e      | 80       | 35e     | 20      | -       | -       |
| 1997             | 1997             | 48e     | 118     | 21e      | 86       | 32e     | 32      | -       | -       |
| 1999             | 1999             | 41e     | 218     | 20e      | 116      | 21e     | 102     | -       | -       |
| 2001             | 2001             | 33e     | 271     | 10e      | 204      | 27e     | 67      | -       | -       |

#### Performances générales
| Résultat  | Descente | Super-G | Slalom géant | Slalom | Combiné | Total |
| --------- | -------- | ------- | ------------ | ------ | ------- | ----- |
| 1re place | -        | -       | -            | -      | -       | -     |
| 2e place  | -        | -       | -            | -      | -       | -     |
| 3e place  | -        | -       | -            | -      | -       | -     |
| Top 10    | 11       | 5       | -            | -      | -       | 16    |
| Top 30    | 44       | 27      | -            | -      | 1       | 72    |
| Autres    | 10       | 16      | 2            | -      | -       | 28    |
| Départs   | 54       | 43      | 2            | -      | 1       | 100   |